# Zingiber olivaceum
Zingiber olivaceum är en enhjärtbladig växtart som beskrevs av John Donald Mood och Ida Theilade. Zingiber olivaceum ingår i släktet Zingiber och familjen Zingiberaceae. Inga underarter finns listade i Catalogue of Life.